# Mario Maya
Mario Maya Fajardo (* 23. Oktober 1937 in Córdoba; † 27. September 2008 in Sevilla) war ein spanischer Flamencotänzer und Choreograph.

## Biografie
Mario Maya, in ärmlichen Verhältnissen aufgewachsen im Milieu des Sacromonte von Granada, studierte zunächst in Madrid und arbeitete mit zahlreichen namhaften Flamencokünstlern, wie dem Sänger Manolo Caracol. Von 1956 bis 1958 gehörte er dem Ballett von Pilar López an, mit dem er durch mehrere Länder tourte. 1959 trat er im bedeutenden madrilenischen Tablao Corral de la Morería auf. Er bildete ein Tanzpaar mit La Chunga. Sie debütierten im Biombo Chino in Madrid und unternahmen eine Tournee durch Venezuela, Kuba, Puerto Rico, die USA, Argentinien und Kolumbien. 1961 trat er zusammen mit María Baena beim Festival in Granada auf sowie auf Madrids Flamencobühne Torres Bermejas und unternahm eine weitere Tournee durch Amerika.
1965 zog er nach New York, hier studierte er Modern Dance an den Tanzakademien von Alvin Ailey und Alwin Nikolais, bevor er in den Folgejahren Tanzabende initiierte und von Columbia Artist Management unter Vertrag genommen wurde. Aus seiner Ehe mit der Flamencotänzerin Carmen Mora ging 1966 seine Tochter Belén hervor, die sich ebenfalls zu einer berühmten Tänzerin und Choreografin entwickelte.
Nach seiner Rückkehr nach Spanien schuf er mit seiner Ehefrau Carmen Mora und El Güito das Trío Madrid, das mit großem Erfolg auf Flamencobühnen und Festivals auftrat. Die Show Ceremonial war sein erster Versuch, eine neue Art der Flamencodarbietung zu schaffen, dem zahlreiche Inszenierungen folgten, in denen er sich trotz teilweise heftiger Anfeindungen nicht scheute, die Verfolgung und Marginalisierung der spanischen Gitanos zu thematisieren, und damit eindeutige politische Positionen zu beziehen. Als er nach dem Tod seiner Frau im Jahre 1981 bei der Einrichtung einer außerakademischen Lehrstelle für Flamencotanz an der Universität seiner Heimatstadt Granada zugunsten einer Tänzerin übergangen worden war, deren Bühnenpräsentationen noch ganz den Klischees der Franco-Diktatur und ihrem Bild eines fröhlich-bunten Andalusiens verbunden waren, gründete er 1983 in Sevilla das Mario Maya-Unterrichtszentrum für Flamenco, Ballett und Jazz.

## Auszeichnungen
Im Juni 2014 wurde in seiner Heimatstadt Granada auf dem Paseo de los Tristes, in unmittelbarer Nähe zur Alhambra, in Anwesenheit seiner Witwe Mariana Ovalle ein vom Bildhauer Miguel Moreno gestaltetes Denkmal zu Ehren des Künstlers eingeweiht.

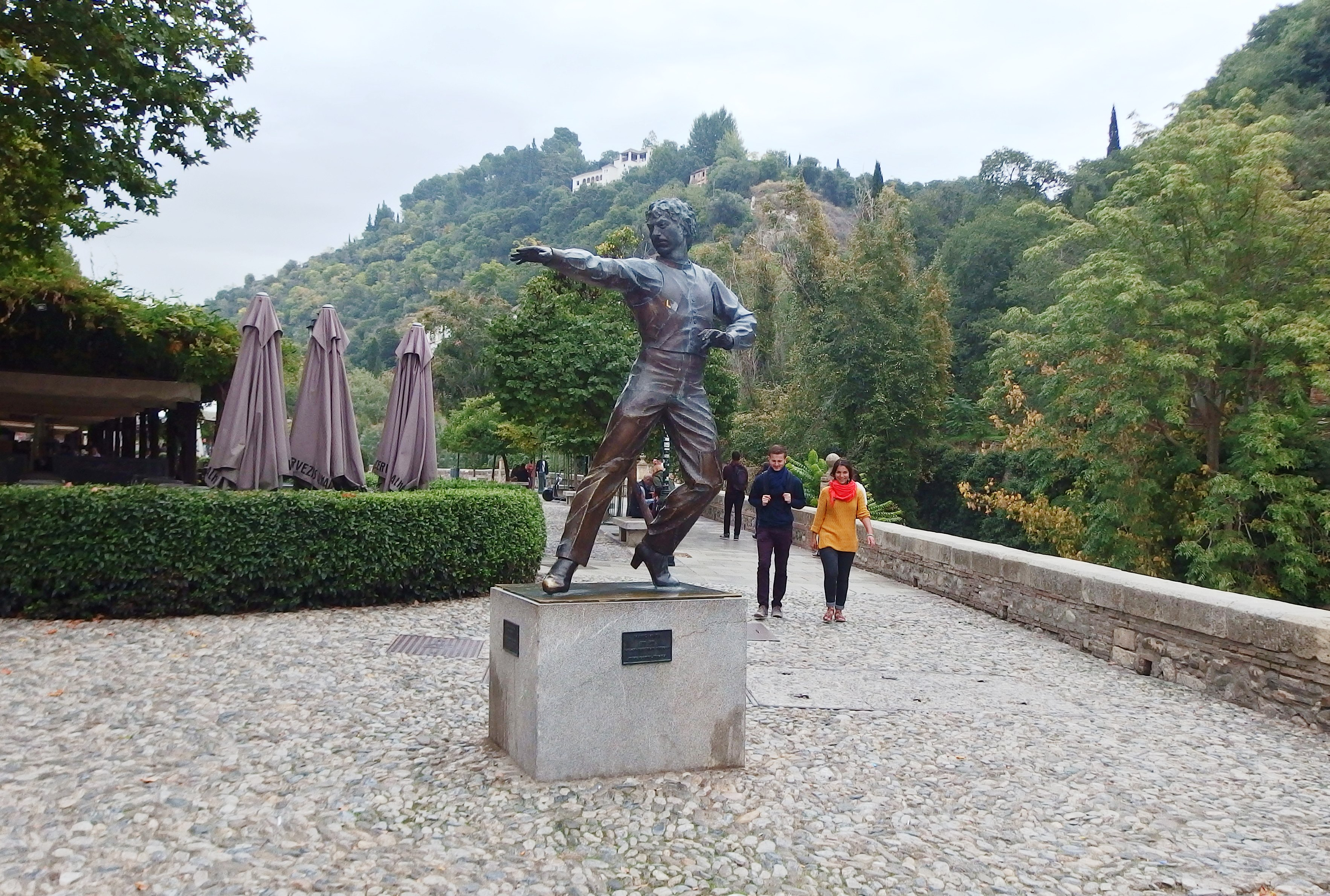
Denkmal Mario Mayas, Granada, Paseo de los Tristes

- 1976 Premio de Danza y Coreografía Vicente Escudero (Valladolid)
- 1977 Premio de Baile Cátedra de Flamencología (Jerez de la Frontera)
- Premio Pastora Imperio für Bulerías und Premio Juana la Macarrona für Alegrías beim VII. Concurso Nacional de Arte Flamenco (Córdoba)
- 1980 Premio Giraldillo bei der Biennale von Sevilla
- 1986 Silbermedaille von Andalusien
- 1992 Premio Nacional de Danza de España des spanischen Ministeriums für Kultur
- Premio Compás del Cante (Sevilla)
- 1998 Premio Revista de Flamenco El Olivo
- 2005 Galardón Flamenco Calle de Alcalá

## Inszenierungen
- 1974 Ceremonial
- 1976 Camelamos Naquerar[5]
- 1977 ¡Ay! Jondo
- 1984 Amargo
- 1987 El amor brujo
- 1988 Tiempo, Amor y Muerte
- 1991 Flamencos de la Trinidad für das Ballet de Murcia
- 1992 Tres Movimientos Flamencos
- 1994 Réquiem und De lo Flamenco
- 1996 Mundial de Esquí
- 1998 De Cádiz a Cuba

## Aufnahmen
- Camelamos Naquerar[6]
- Canta Gitano
- Corre Gitano
- Flamenco (1995)
- ¡Ay! Jondo
- Amargo

## Deutschsprachige Literatur
- Kersten Knipp: Flamenco. Suhrkamp, Frankfurt am Main 2006, ISBN 3-518-45824-8, S. 194–196.